# Triarco
Il Triarco è un gruppo di divinità immaginarie extraterrestri pubblicate dalla DC Comics. Comparve per la prima volta in Trinity n. 1 (agosto 1993), e fu creato da Gerard Jones e Gene Ha.

## Storia
Secondo la leggenda del pianeta Maltus, l'immortale Daalon desiderò tre figli che sarebbero stati noti come il Triarco. Erano Quarra il Creatore (Quarradachach), Archor il Sostenitore (Archorivvon) e Tzodar il Distruttore (Krotazodarikik). Questi tre Dei infine uccisero il loro padre immortale e fuggirono da Maltus colmi di vergogna, lasciandosi alle spalle una profezia che affermava che, un giorno, sarebbero ritornati su Maltus per portare un'epoca d'oro. Da lì in poi, si scoprì che il Triarco non era composto affatto da Dei, ma che erano mortali che divennero parte di una leggenda. La vera natura di Daalon, loro padre nella leggenda, deve essere ancora scoperta.